# Малголланд Драйв (фільм)
«Малголланд Драйв» (англ. Mulholland Dr.) — психологічний трилер, знятий у сюрреалістичній манері, написаний і поставлений Девідом Лінчем 2001 року. У головних ролях знялися Наомі Воттс, Лора Геррінґ та Джастін Теру.
Фільм було високо оцінено багатьма критиками, отримав приз за найкращу режисуру на Каннському кінофестивалі 2001 року та номінацію на премію «Оскар» у тій самій категорії.

## Синопсис
«Любовна історія в місті мрій», — так пояснює свій фільм режисер. При цьому зміст та жоден із символів Лінч відмовився пояснювати. «Мені приємно слухати, як по-різному трактують люди мої фільми», — пояснив Девід.
Фільм розповідає глядачеві про темноволосу дівчину Риту (Лора Герінг), яка внаслідок аварії втрачає пам'ять. Вона знайомиться із блондинкою Бетті (Наомі Вотс), талановитою молодою акторкою. Разом вони намагаються відновити пам'ять Рити. У цей час їм на шляху трапляються дивні речі: гроші, знайдені у сумочці Рити, труп у будинку Даян Селвін, чиє ім'я Рита випадково згадала, тощо.
Друга частина фільму заплутаніша. У ній показують Даян Селвін — невдалу акторку, що перебуває в депресії через нерозділене кохання; утім Даян має зовнішність Бетті з першої частини (хоч тепер вже не така гарненька й доглянута). Її об'єктом пристрасті є Камілла, яка, однак, має зовнішність Рити з першої частини. Тобто кожна з цих жінок віддзеркалює особистість колишніх Бетті та Рити. «Рита — це та фантазія Бетті, якою б вона хотіла бачити Каміллу», — пояснює в одному з інтерв'ю Наомі Вотс.
Від часу виходу фільму безліч кінокритиків брались за інтерпретування сюжету стрічки. Найпопулярнішою є наступна версія: перша частина фільму — сон справжньої Даяни Селвін про те, якою вона хоче бачити себе та свою коханку Каміллу. Друга ж частина знайомить глядача зі справжньою Даяною, а не вигаданою Бетті, та з її жорстоким життям, у якому вона низько впала як у професійному, так і в особистому аспектах.
До офіційної DVD-копії фільму додається коментар Лінча, який, за словами режисера, може допомогти глядачеві під час розгадування фільму-загадки:

## У ролях

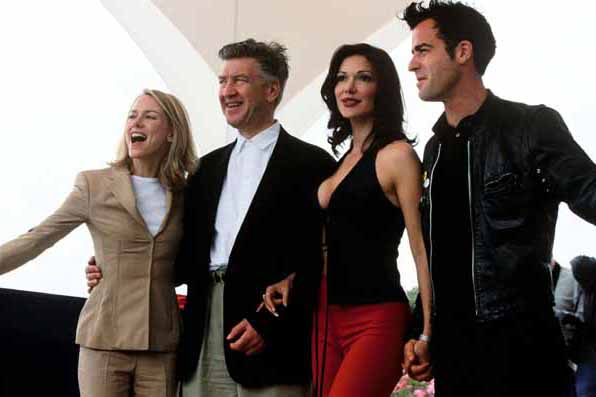
Наомі Воттс, Девід Лінч, Лора Геррінг і Джастін Теру на Каннському кінофестивалі (2001).

| Актор               | Роль                      |
| ------------------- | ------------------------- |
| Наомі Воттс         | Бетті Елмс / Даяна Селвін |
| Лора Геррінґ        | Ріта / Камілла Роудс      |
| Джастін Теру        | Адам Кешер                |
| Енн Міллер          | Кетрін «Коко» Ленуа       |
| Марк Пеллегріно     | Джо                       |
| Роберт Форстер      | детектив Гаррі Макнайт    |
| Брент Бріско        | детектив Ніл Домгард      |
| Ден Гедайя          | Вінченцо Кастільяні       |
| Анджело Бадаламенті | Луїджі Кастільяне         |
| Лі Грант            | Луїза Боннер              |
| Джеймс Карен        | Воллі Браун               |
| Меліса Джордж       | Камілла Роудс             |
| Біллі Рей Сайрус    | Джин                      |

## Історія створення
Із самого початку сценарій та сюжет було написано для зйомки телевізійного серіалу. Містичного та заплутаного — щось на зразок Лінчевого «Твін Піксу». За шість тижнів зйомок замовнику (американська телекомпанія ABC) було представлено на розсуд пілотну версію серіалу. Продюсери каналу відмовились від співпраці з режисером, пояснивши свій вчинок незадоволенням роботою режисера.
Відтак Девід Лінч дописав сценарій (сюжет серіалу мав бути значно простішим, аніж сюжет фільму) та взявся за зйомку фільму.
На головні ролі він узяв двох актрис — Наомі Вотс та Лору Герінг. Кастинг відбувся в досить дивний спосіб: актрис відібрали лише за фотокартками та півгодинної розмови опісля. Лінч стверджував, що не був знайомий із акторськими здібностями Наомі та Лори до зйомок у «Малголленд-драйв».

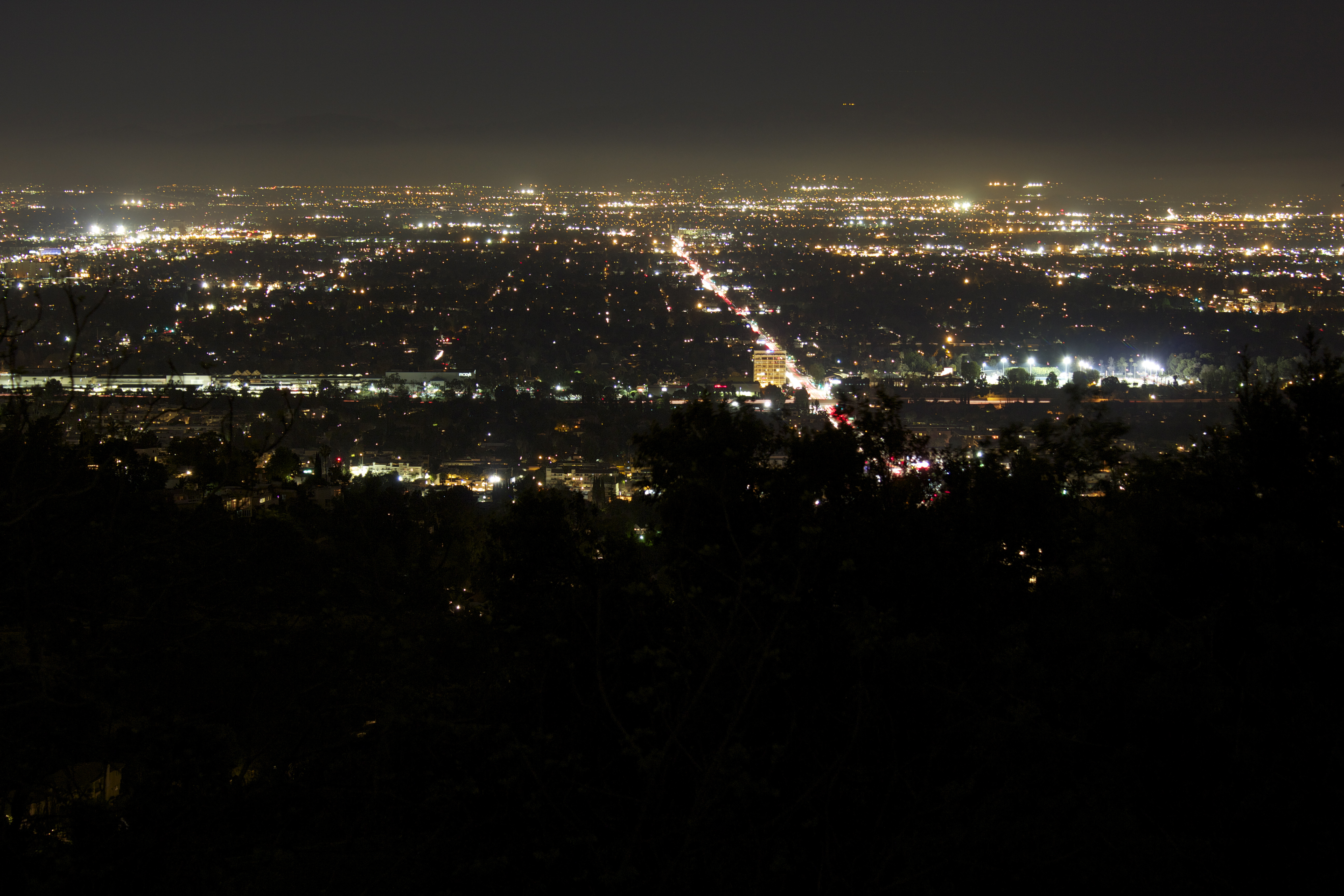
Малголленд-драйв вночі

Фільм присвячений Дженніфер Сайм — молодій актрисі, чия історія схожа з історією Бетті — героїні Наомі Вотс. Ця дівчина пішла з життя, коли роботу над більшою частиною фільму було вже завершено.
Малголленд-драйв — названа на честь легендарної фігури в історії Лос-Анджелесу, інженера-будівельника, Вільяма Малголленда. Тут розташовані найексклюзивніші та найдорожчі будинки у світі, власниками яких є знаменитості.

## Стиль
Часто стиль фільмів Девіда Лінча окреслюють як «жахливий», «темний» та «чудернацький». Усіляко сприяють цьому засоби зйомки. Режисер часто застосовує різні позиції камери, за яких кут зйомки видається глядачам незвичним. Режисер не відмовляється від непослідовності у зйомці планів, часом навіть у хаотичності. Для посилення ефекту Девід Лінч часто вдається до нестабільності у зйомці, тобто до руху камери. Такий ефект створює у глядача ефект присутності, зацікавленість у розвитку подій.
Девід Лінч дуже багато уваги приділяє звуковому супроводу. «Навколо так багато зайвих звуків», — пояснює режисер. За його словами, музика — невід'ємний елемент будь-якого фільму. Щодо трилерів, то вона має бути значно більш продуманою та нести за собою неабияке змістове навантаження. Вкотре до зйомок Лінч залучив відомого композитора Анджело Бадаламенті.

## Критика
Критики тепло зустріли фільм, про що свідчать приз за найкращу режисуру Каннського кінофестивалю 2001 року та номінація на премію «Оскар» у цій же ж категорії. Підбиваючи підсумки першого десятиліття XXI століття, асоціація кінокритиків Лос-Анджелесу, а також видання «Cahiers du cinéma» і «Time Out» визнали «Малголленд драйв» найкращим фільмом цих років. Такі видання, як Rolling Stone, Village Voice, Sunday Times і The Guardian, включили фільм до трійки найкращих фільмів десятиліття. ВВС визначило картину найвеличнішою у XXI столітті.
У березні 2016 році фільм увійшов до рейтингу 30-ти найвидатніших ЛГБТ-фільмів усіх часів, складеному за результатами опитування понад 100 кіноекспертів, проведеного до 30-річного ювілею Лондонського ЛГБТ-кінофестивалю.